# Lichte cognitieve stoornis
Lichte cognitieve stoornis (Engels: "mild cognitive impairment" (MCI)) is een neurologische stoornis die voorkomt op latere leeftijd en die gekenmerkt kan worden door geheugenstoornissen, leerproblemen en een verminderde aandacht. Instrumentele algemene dagelijkse levensverrichtingen blijven echter gespaard. Bij MCI ontstaan cognitieve beperkingen die niet passen bij de leeftijd en het opleidingsniveau van de patiënt, maar die niet ernstig genoeg zijn om het dagelijks leven te hinderen. MCI kan een overgangsfase vormen van normale cognitie naar dementie, maar dit is niet altijd het geval.

## Types
MCI kan door meerdere symptomen worden gekenmerkt. Wanneer geheugenstoornissen op de voorgrond staan, spreekt men vaak van een "amnestische MCI". Dit type MCI wordt vaak gezien als een prodromaal stadium van de ziekte van Alzheimer. Ongeveer 10 tot 15% van de MCI-patiënten vordert elk jaar naar alzheimer.
Wanneer beperkingen in andere cognitieve domeinen meer uitgesproken zijn dan geheugenstoornissen, wordt dit een non-amnestische of multi-domein MCI genoemd. Het lijkt voor patiënten met deze vorm van MCI waarschijnlijker te zijn om een andere soort dementie (zoals bijvoorbeeld Lewy-body-dementie) te ontwikkelen.

## Oorzaken
De precieze oorzaak (of oorzaken) voor het ontstaan van MCI is onbekend. De risicofactoren voor MCI en dementie lijken echter wel overeen te komen. Ouder worden, genetische (erfelijke) oorzaken voor dementie en risico op hart- en vaatziekten lijken het risico op het krijgen van MCI te vergroten.

## Prevalentie
Hoe vaak MCI voorkomt, verschilt per leeftijdscategorie. In de tabel hieronder staat per leeftijdscategorie hoeveel procent van de mensen, naar schatting, wereldwijd een lichte cognitieve stoornis heeft:
| Leeftijd | Prevalentie |
| -------- | ----------- |
| 60–64    | 6,7%        |
| 65–69    | 8,4%        |
| 70–74    | 10,1%       |
| 75–79    | 14,8%       |
| 80–84    | 25,2%       |